# Kungsholmstorg
Kungsholmstorg est une place de Kungsholmen à Stockholm en Suède.

## Présentation
Kungsholmstorg est une place longue et étroite qui s'étend de Norr Mälarstrand au sud jusqu'à Hantverkargatan au nord. 
Kungsholmstorg a deux voies de circulation séparées à sens unique et d'un espace vert au milieu. 

## Histoire
Le nom Kungsholmstorget a été mentionné pour la première fois par écrit en 1779 et était apparemment la plus grande place de marché de Kungsholmen à l'époque. 
En 1695, le lieu s'appelait « Lilla torget » et une source de 1697 indique qu'il s'agissait d'un carrefour pour les chevaux et les calèches. 
Sur la Kungsholmskartan de 1754, l'urbanisme de Clas Larsson Fleming est visible sous la forme d'une grille avec la direction principale vers le château, la place et la rue y sont appelées Trädgårdsgatan.
En contrebas, en direction de Riddarfjärden, il y avait au XVIIIème siècle une zone de déchargement pour les bateaux et une carte de 1836 montre une petite installation portuaire. 
Au XIXème siècle, il y avait un puits, une borne d'incendie et une gare ferroviaire.
Le contour « irrégulier » de la rive de Kungsholmen vers Riddarfjärden a été redressé grâce au plan de ville d'Albert Lindhagen pour Kungsholmen. 
Lindhagen n'a pas prévu de place, mais voulait plutôt aménager une avenue bordée d'arbres entre Norr Mälarstrand et l'actuelle Fleminggatan. 
Cette idée a cependant été abandonnée, car la carte d'Alfred Rudolf Lundgren de 1884 illustre la nouvelle ligne de rue élargie le long du côté est de Kungsholmstorg. 
Sur le côté ouest se trouvait le manoir du conseiller Thomas Perman datant de la fin du XVIIème siècle ; il fut démoli en 1902 pour faire place à d'autres bâtiments pour la brasserie St. Eriks, qui y fonctionna entre 1890 et 1927.
La construction du parc a commencé en 1907. À cette époque, 80 tilleuls ont été plantés, des pelouses ont été aménagées et des sièges ont été aménagés. En 1912, la sculpture-fontaine Vesslan d'Otto Strandman a été érigée dans la partie nord du parc.
Entre 2007 et 2008, une rénovation de Kungsholmstorg a été réalisée. 
Là où Garvargatan croise Kungsholmstorg, les piétons ont eu la priorité et les kiosques vides face à Hantverkargatan ont été remplacés par un espace pour un café et des boutiques de la place. 
La place a été fleurie et mieux éclairée. 
Dans la partie nord de la place, à l'intersection de Hantverkargatan/Scheelegatan, se trouve désormais la sculpture Petit Lion de Monika Masser. 
La place a été rouverte le 9 septembre 2008 par le conseiller municipal chargé de la circulation de l'époque, Mikael Söderlund, et la présidente de l'administration du district, Regina Kevius.

## Galerie

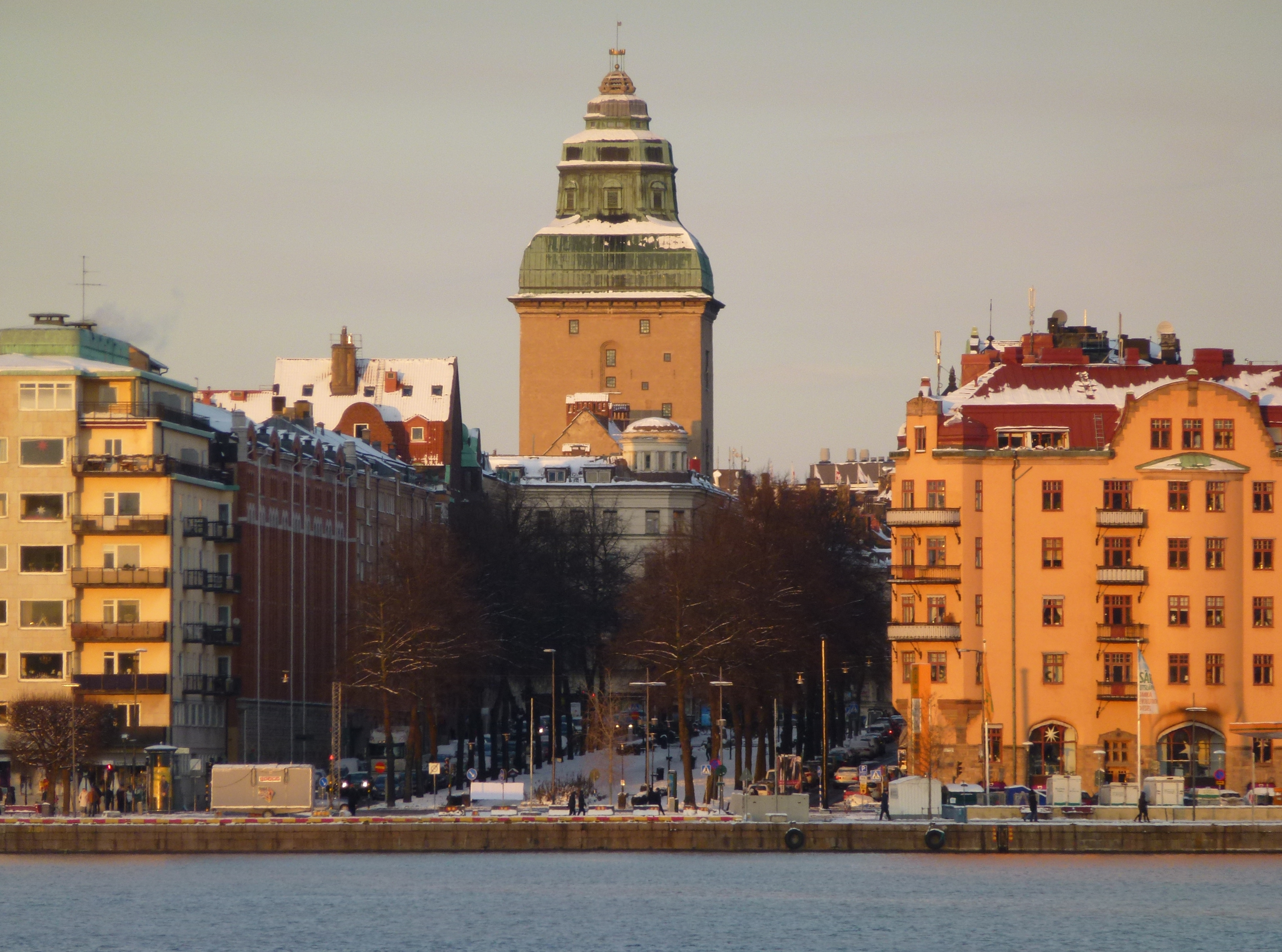
Kungsholmstorg vue de Riddarfjärden, au fond le Palais de justice.
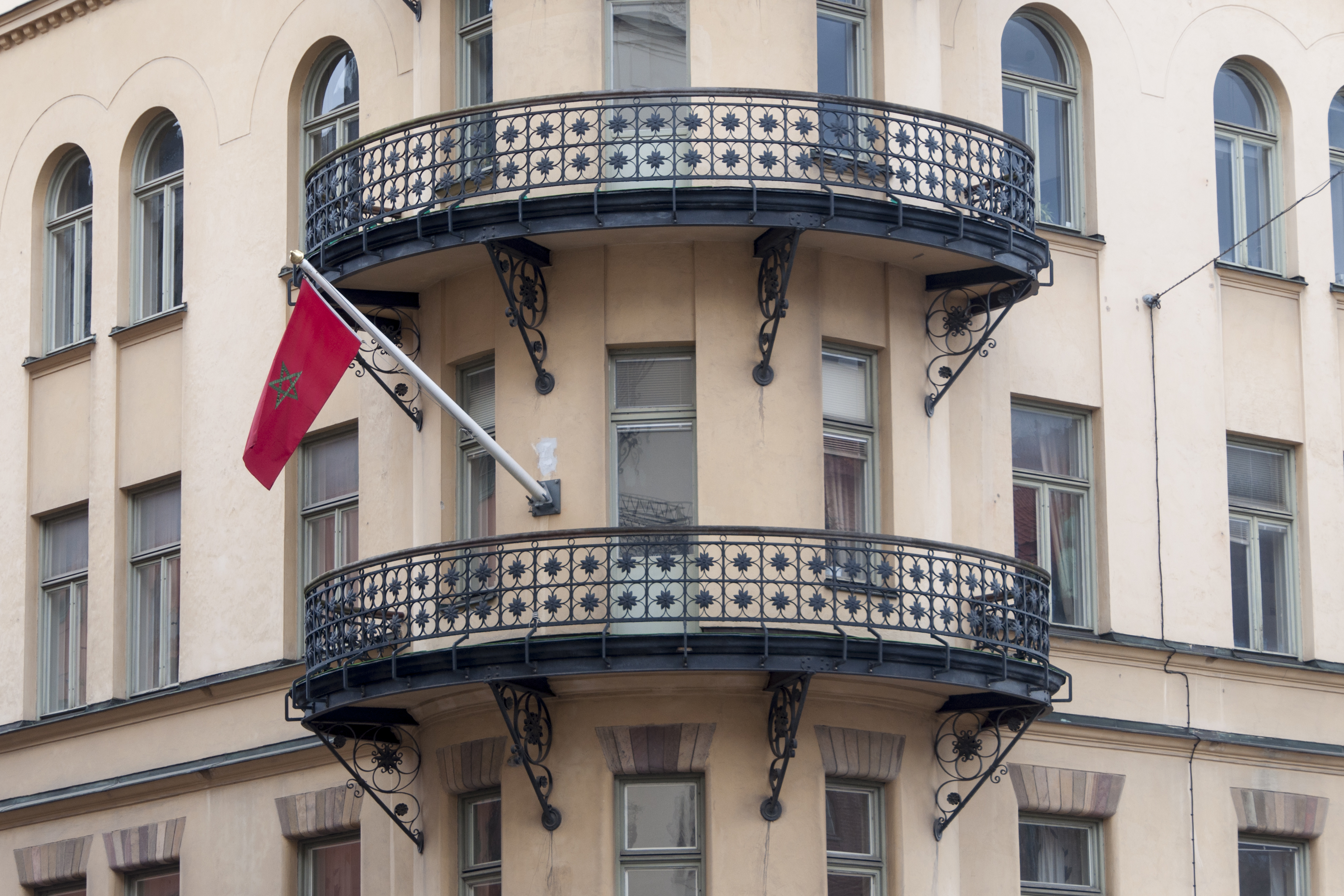
Ambassade du Maroc, Kungsholmstorg 16.
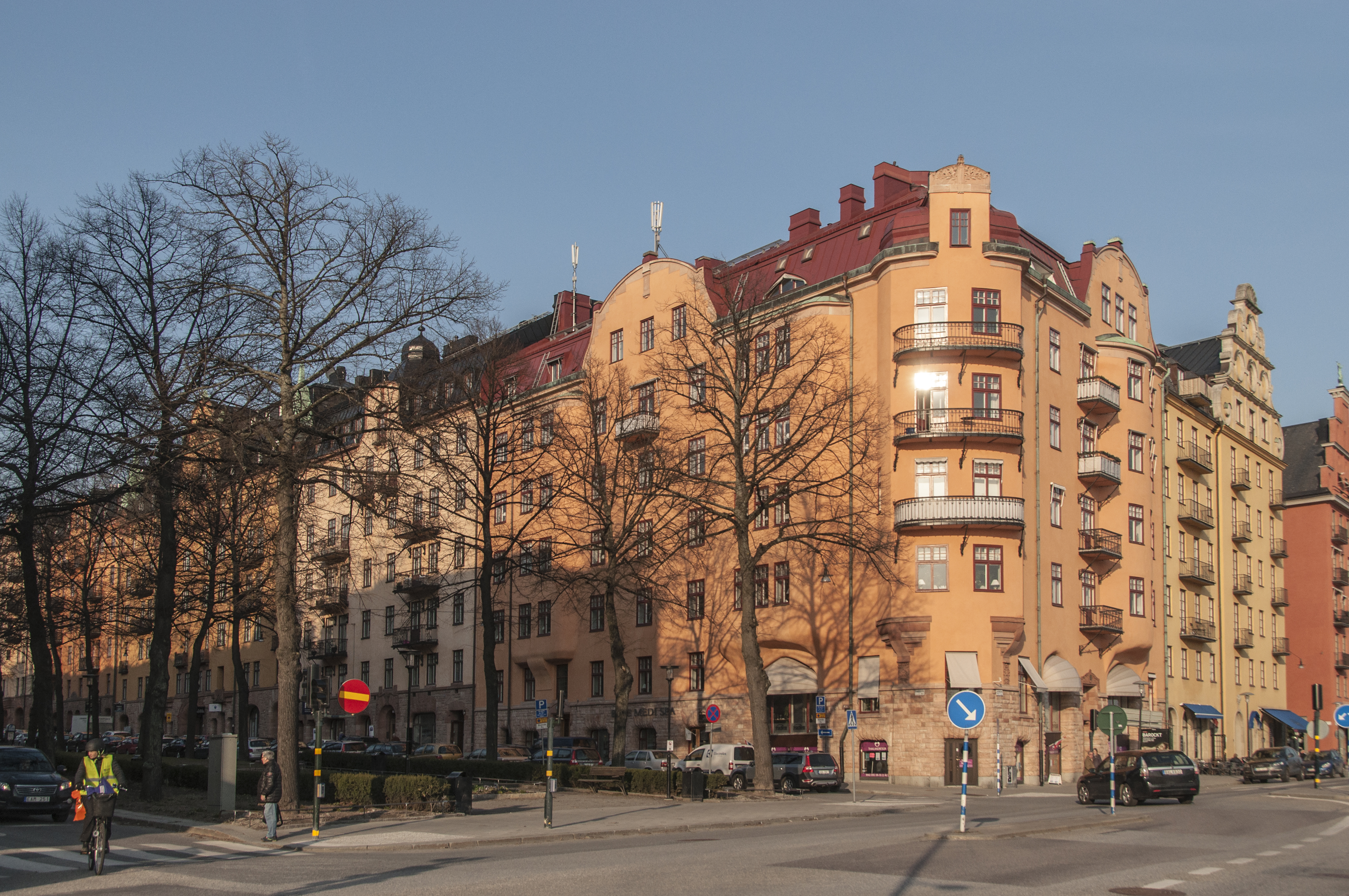
Kungsholmstorg 2, Norr Mälarstrand 34.

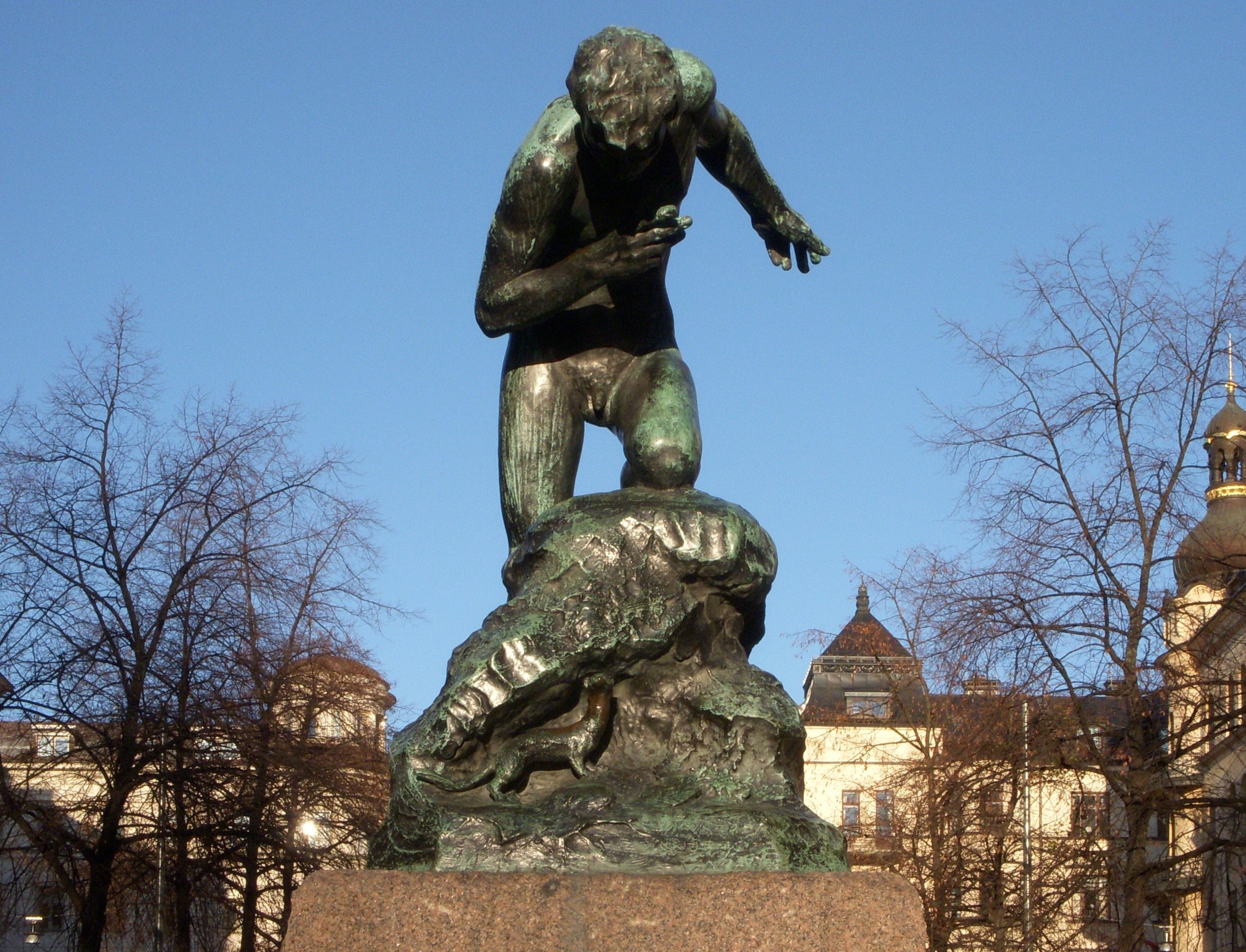
Sculpture Vesslan.
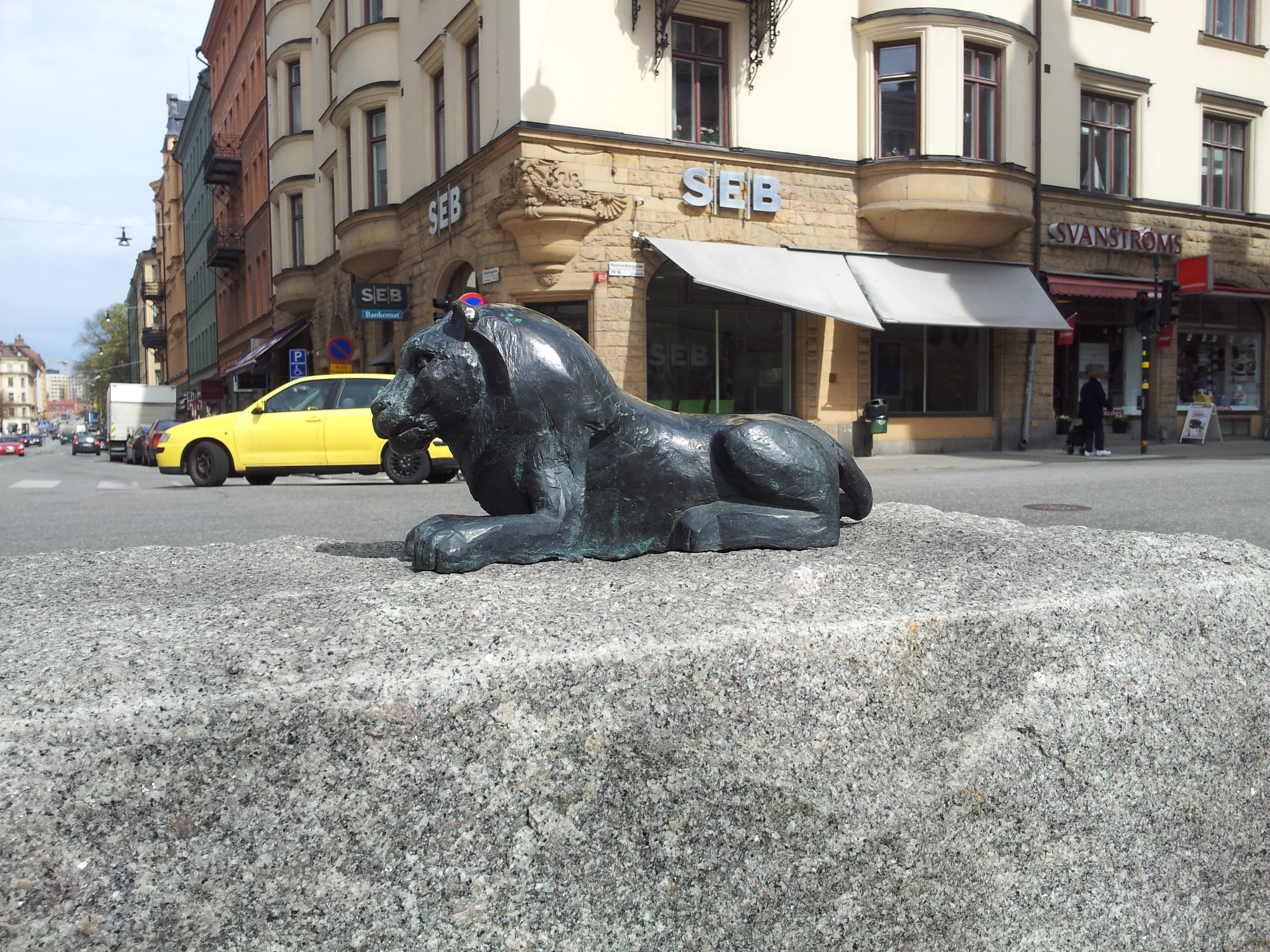
Sculpture Litet lejon de Monika Masser.
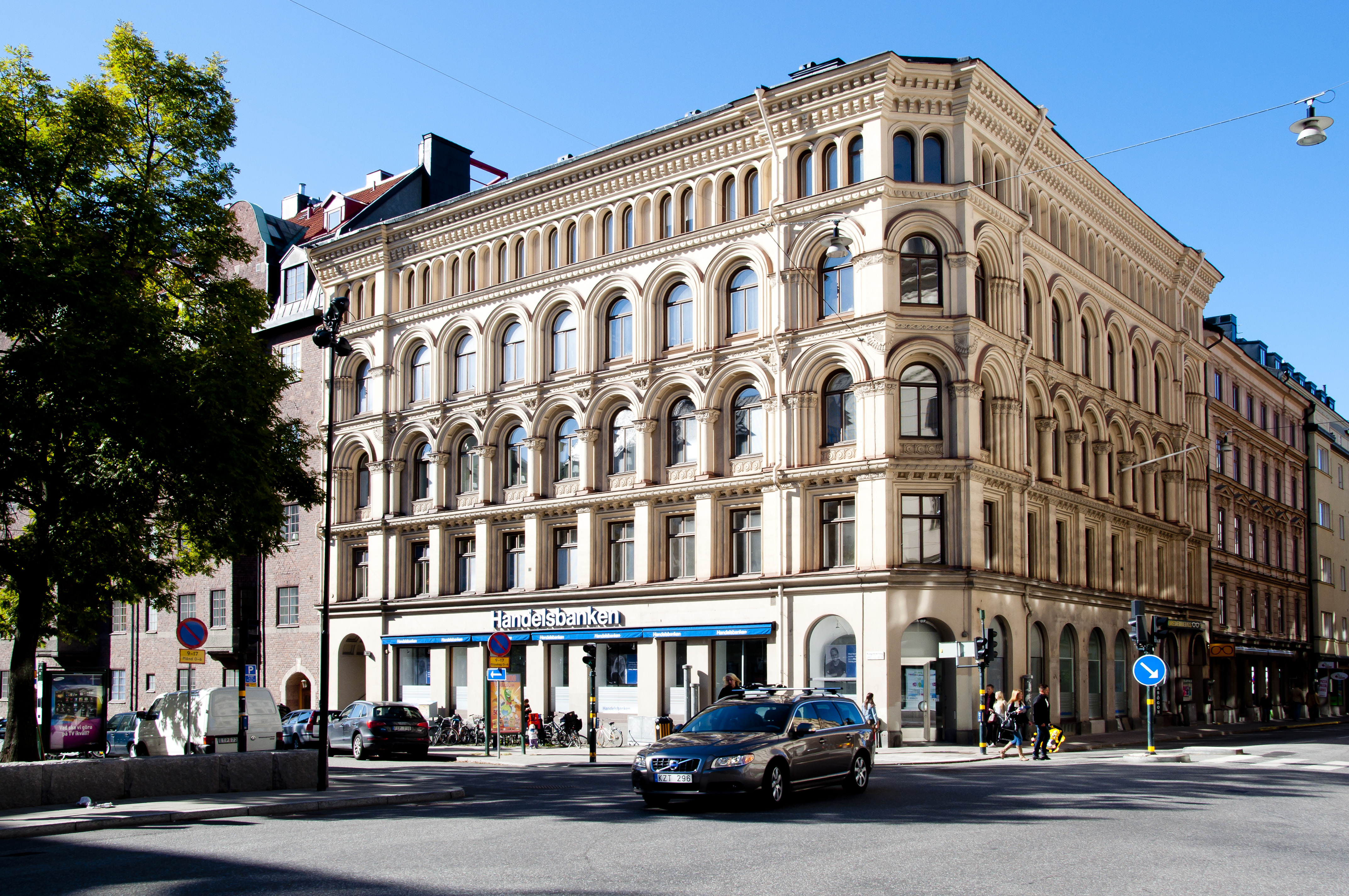
La maison d'angle de l'ilôt Bergamotträdet.